# Temnora elegans
Temnora elegans är en fjärilsart som beskrevs av Rothschild 1894. Temnora elegans ingår i släktet Temnora och familjen svärmare. Inga underarter finns listade i Catalogue of Life.